# Fujiwara no Toyonari
Fujiwara no Toyonari (藤原豊成, [[[704]] - 765] Erro: {{japonês}}: texto da transliteração contém caractere não latino (pos 17) (ajuda)) foi um funcionário da Corte e político durante o período Nara da História do Japão.
Toyonari serviu como Dainagon entre 740 e 749, durante os reinados dos Imperadores Shōmu, Koken, Junnin  e Shōtoku. Em 749 foi promovido a Udaijin onde atuou 2 mandatos de 749 a 757 e de 764 a 765 ano em que veio a falecer.
Toyonari era o filho de Muchimaro. Seus irmãos foram Nakamaro e Otomaro.
Toyonari foi o pai de Fujiwara no Tsuginawa.